# Kanton Athis-Val de Rouvre
Athis-Val de Rouvre ( voorheen Athis-de-l'Orne ) is een kanton van het Franse departement Orne. Het kanton maakt deel uit van het arrondissement Argentan. Bij decreet van 5 maart 2020 werd de naam van het kanton aangepast aan de naam van de hoofdplaats

## Gemeenten
Het kanton Athis-de-l'Orne omvatte tot 2014 de volgende 15 gemeenten:
- Athis-de-l'Orne (hoofdplaats)
- Berjou
- Bréel
- Cahan
- La Carneille
- Durcet
- La Lande-Saint-Siméon
- Ménil-Hubert-sur-Orne
- Notre-Dame-du-Rocher
- Ronfeugerai
- Sainte-Honorine-la-Chardonne
- Saint-Pierre-du-Regard
- Ségrie-Fontaine
- Taillebois
- Les Tourailles

Na de herindeling van de kantons door het decreet van 25 februari 2014, met uitwerking op 22 maart 2015, waarbij de gemeente Saint-Pierre-du-Regard werd overgeheveld naar het kanton Flers-2, en 31 gemeenten uit de opgeheven kantons Briouze en Putanges-Pont-Écrepin aan het kanton werden toegevoegd, omvatte het kanton 45 gemeenten.
Op 1 januari 2016 werden de gemeenten Athis-de-l'Orne, Bréel, La Carneille, Notre-Dame-du-Rocher, Ronfeugerai, Ségrie-Fontaine, Taillebois en Les Tourailles samengevoegd tot de fusiegemeente (commune nouvelle) Athis-Val de Rouvre); en 
werden de gemeenten Chênedouit, La Forêt-Auvray, La Fresnaye-au-Sauvage, Ménil-Jean, Putanges-Pont-Écrepin, Rabodanges, Les Rotours, Saint-Aubert-sur-Orne et Sainte-Croix-sur-Orne samengevoegd tot de fusiegemeente (commune nouvelle) Putanges-le-Lac.
Sindsdien omvat het kanton volgende gemeenten :
- Athis-Val de Rouvre  (hoofdplaats)
- Bazoches-au-Houlme
- Berjou
- Briouze
- Cahan
- Champcerie
- Craménil
- Durcet
- Faverolles
- Giel-Courteilles
- Le Grais
- Habloville
- La Lande-Saint-Siméon
- Lignou
- Le Ménil-de-Briouze
- Ménil-Gondouin
- Ménil-Hermei
- Ménil-Hubert-sur-Orne
- Ménil-Vin
- Montreuil-au-Houlme
- Neuvy-au-Houlme
- Pointel
- Putanges-le-Lac
- Saint-André-de-Briouze
- Saint-Hilaire-de-Briouze
- Saint-Philbert-sur-Orne
- Sainte-Honorine-la-Chardonne
- Sainte-Honorine-la-Guillaume
- Sainte-Opportune
- Les Yveteaux